# جائزة فرنسا الكبرى 1953
جائزة فرنسا الكبرى 1953 هو سباق فورمولا 1 أقيم بتاريخ 5 يوليو 1953 في رانس، فرنسا. كان الخامس من أصل 9 في بطولة العالم لسباقات الفورمولا واحد موسم 1953. حلّ البريطاني مايك هاوثورن أولا بينما جاء الأرجنتيني خوان مانويل فانجيو في المركز الثاني.